# Mausoléu de Cao Cao
O mausoléu de Cao Cao, também conhecido como o mausoléu Gaoling de Wei e o túmulo de Xigaoxue nº 2, é um túmulo na vila de Xigaoxue, distrito de Anfeng, condado de Anyang, cidade de Anyang, província de Henan, China. É suposto ser o local do enterro de Cao Cao (155–220 dC), um importante senhor da guerra que viveu no final da dinastia Han oriental.
A descoberta da tumba foi relatada em 27 de dezembro de 2009 pelo Departamento do Patrimônio Cultural da Província de Henan. Em 2013, a tumba tornou-se parte do sétimo lote dos principais locais históricos e culturais protegidos em nível nacional na China.